# Saint-Privat (Ardèche)
Pour les articles homonymes, voir Saint-Privat.
Saint-Privat est une commune française située dans le département de l'Ardèche, en région Auvergne-Rhône-Alpes.
Les habitants sont appelés les Saint-Privadois et les Saint-Privadoises.

## Géographie

### Situation et description

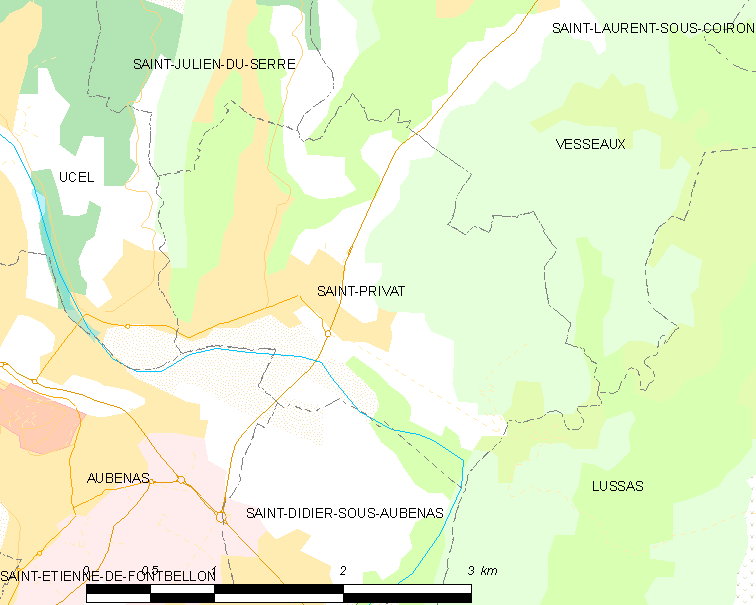
Carte de la commune.

Saint-Privat est un village à l'aspect essentiellement rural du sud du département de l'Ardèche. Il est rattaché à la communauté de communes du Bassin d'Aubenas

### Géologie et relief
L’altitude minimum de Saint-Privat est de 177 m et l'altitude maximum est de 409 m.

### Climat
Pour des articles plus généraux, voir Climat d'Auvergne-Rhône-Alpes et Climat de l'Ardèche.
En 2010, le climat de la commune est de type climat méditerranéen altéré, selon une étude du CNRS s'appuyant sur une série de données couvrant la période 1971-2000. En 2020, Météo-France publie une typologie des climats de la France métropolitaine dans laquelle la commune est exposée à un climat de montagne ou de marges de montagne et est dans la région climatique  Provence, Languedoc-Roussillon, caractérisée par une pluviométrie faible en été, un très bon ensoleillement (2 600 h/an), un été chaud (21,5 °C), un air très sec en été, sec en toutes saisons, des vents forts (fréquence de 40 à 50 % de vents > 5 m/s) et peu de brouillards. 
Pour la période 1971-2000, la température annuelle moyenne est de 12,7 °C, avec une amplitude thermique annuelle de 17,4 °C. Le cumul annuel moyen de précipitations est de 1 057 mm, avec 7,2 jours de précipitations en janvier et 4,6 jours en juillet. Pour la période 1991-2020, la température moyenne annuelle observée sur la station météorologique de Météo-France la plus proche, « Aubenas Sa », sur la commune d'Aubenas à 2 km à vol d'oiseau, est de 13,8 °C et le cumul annuel moyen de précipitations est de 1 061,4 mm,. Pour l'avenir, les paramètres climatiques de la commune estimés pour 2050 selon différents scénarios d'émission de gaz à effet de serre sont consultables sur un site dédié publié par Météo-France en novembre 2022.

### Hydrographie
Le territoire communal est longé par l'Ardèche, affluent droit du Rhône de 125,1 km de longueur, qui a donné son nom au département où est implanté la commune.

Le Luol se jette dans l'Ardèche dans cette commune après l'avoir traversée.

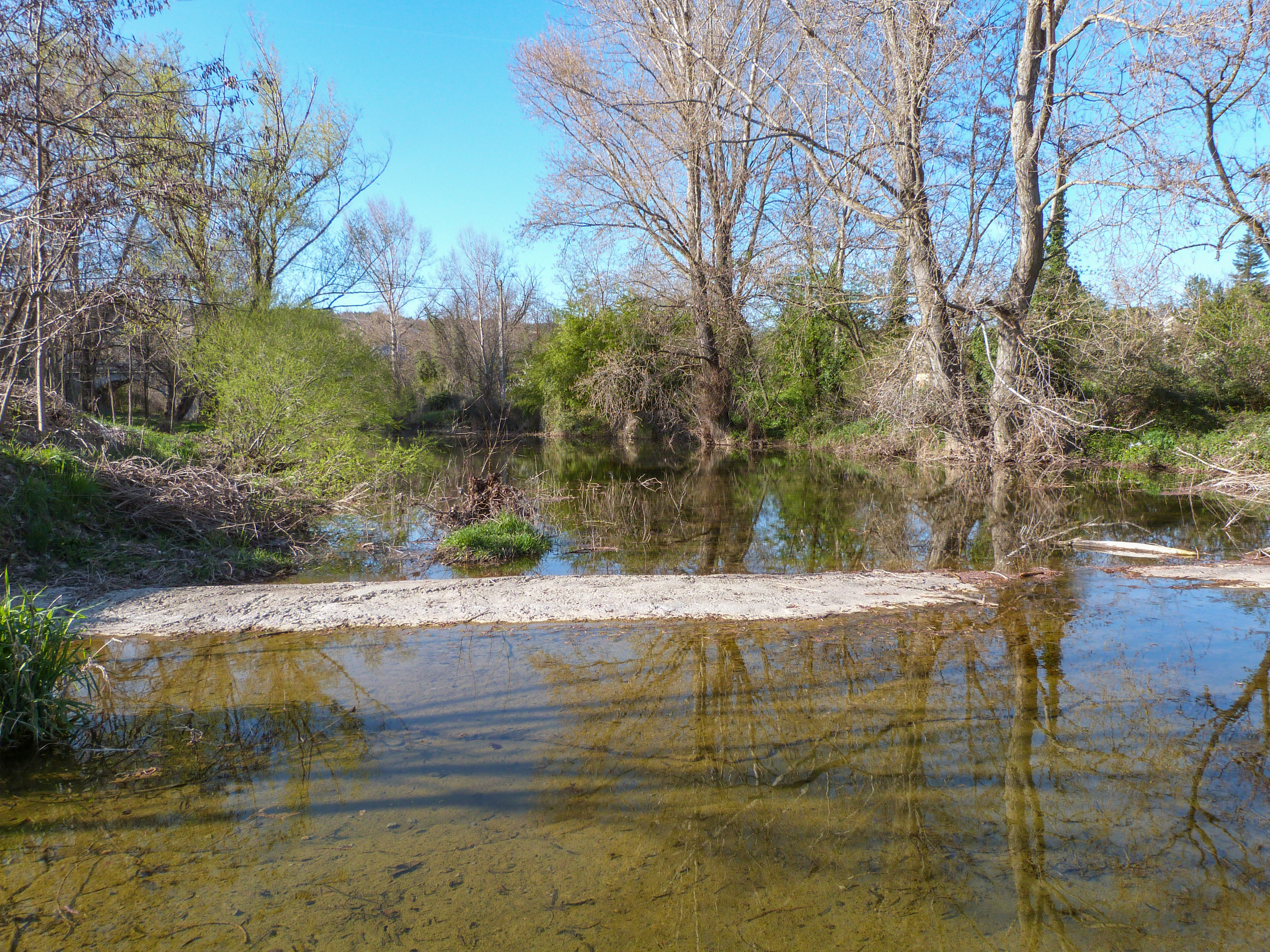
Le Luol, ruisseau traversant la commune.
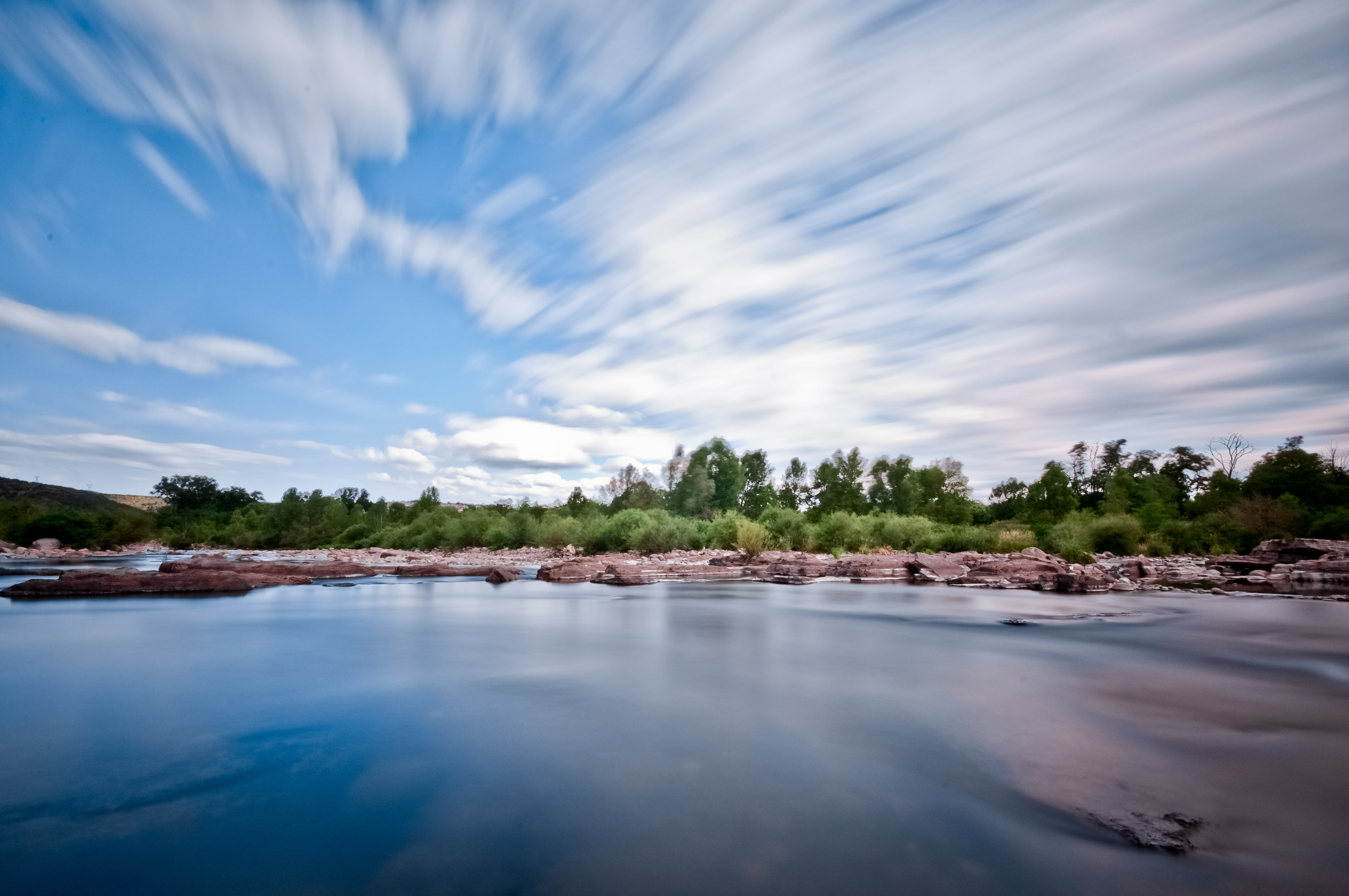
L'Ardèche à Saint-Privat.
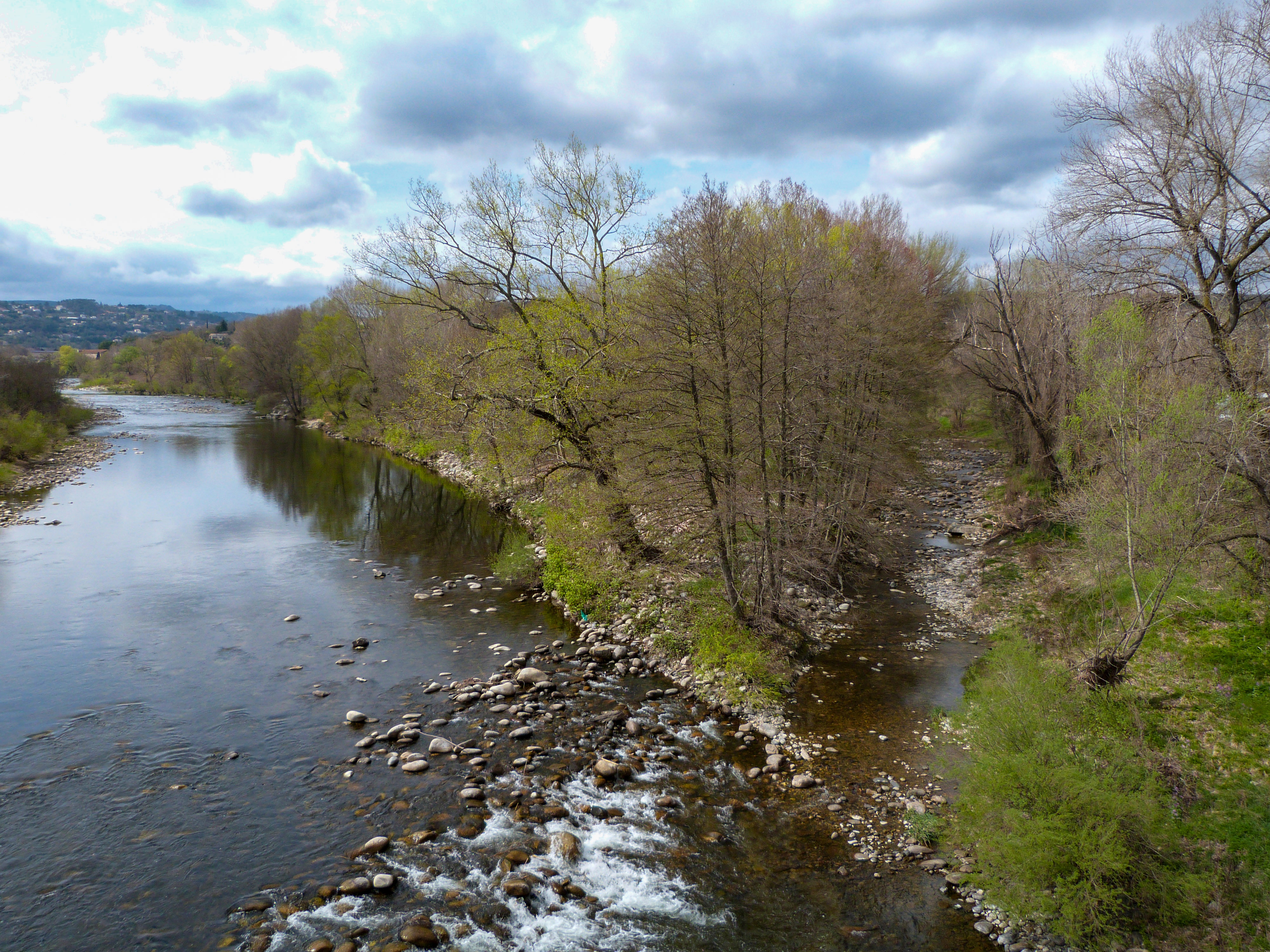
Point de confluence entre l'Ardèche et le Luol.

### Voies de communication
Le territoire communal est traversé par l'ancienne RN 104, reclassé en RD 104 par application du décret du 5 décembre 2005. Cette route relie la commune à celle du  Pouzin et d'Aubenas.

## Urbanisme

### Typologie
Au 1er janvier 2024, Saint-Privat est catégorisée ceinture urbaine, selon la nouvelle grille communale de densité à 7 niveaux définie par l'Insee en 2022.
Elle appartient à l'unité urbaine d'Aubenas, une agglomération intra-départementale dont elle est une commune de la banlieue,. Par ailleurs la commune fait partie de l'aire d'attraction d'Aubenas, dont elle est une commune du pôle principal,. Cette aire, qui regroupe 68 communes, est catégorisée dans les aires de 50 000 à moins de 200 000 habitants,.

### Occupation des sols
L'occupation des sols de la commune, telle qu'elle ressort de la base de données européenne d’occupation biophysique des sols Corine Land Cover (CLC), est marquée par l'importance des forêts et milieux semi-naturels (52,4 % en 2018), en diminution par rapport à 1990 (55,4 %). La répartition détaillée en 2018 est la suivante : milieux à végétation arbustive et/ou herbacée (31 %), zones urbanisées (21,6 %), forêts (21,4 %), zones agricoles hétérogènes (20,5 %), prairies (2,9 %), cultures permanentes (2,6 %).
L'évolution de l’occupation des sols de la commune et de ses infrastructures peut être observée sur les différentes représentations cartographiques du territoire : la carte de Cassini (XVIIIe siècle), la carte d'état-major (1820-1866) et les cartes ou photos aériennes de l'IGN pour la période actuelle (1950 à aujourd'hui).

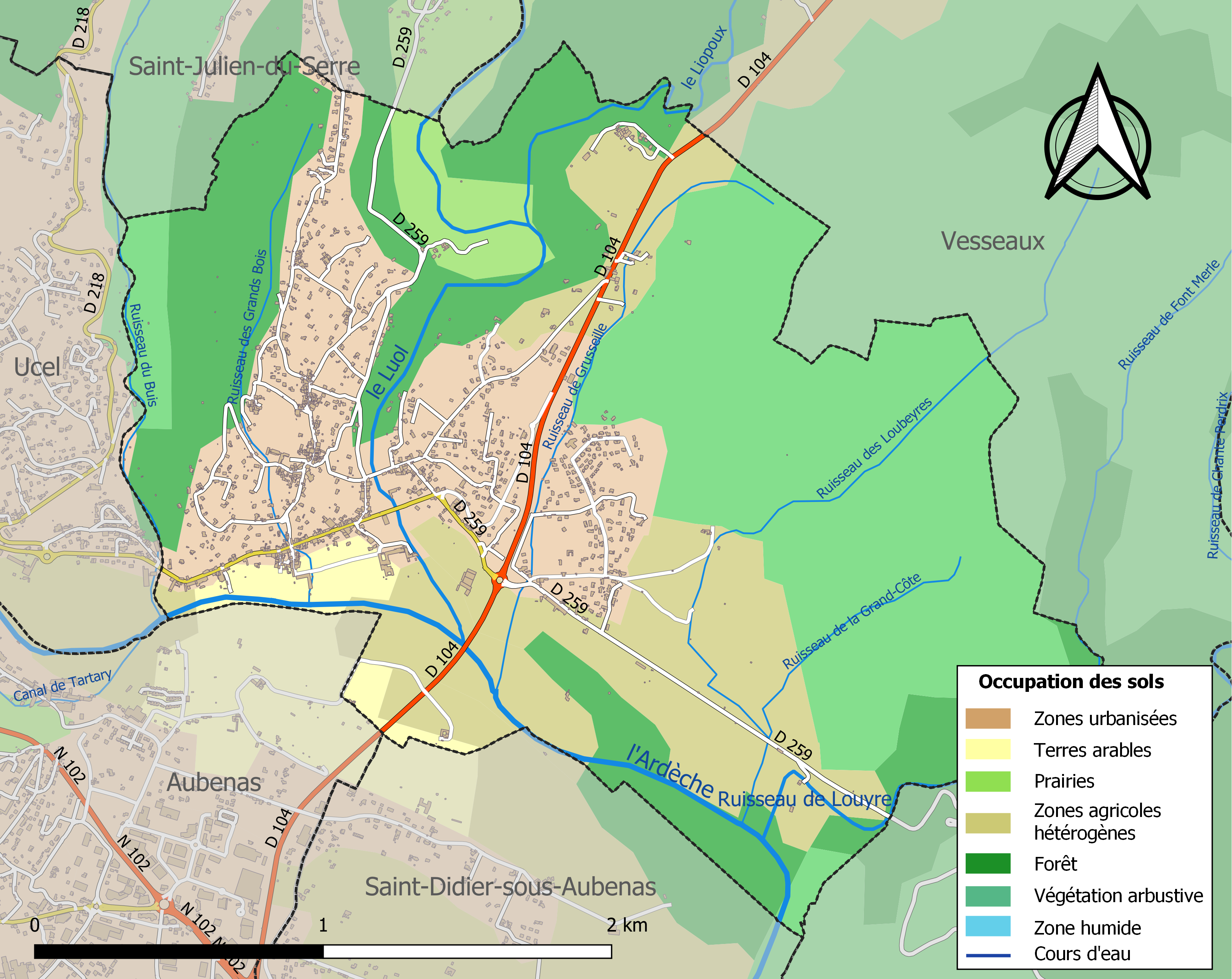
Carte des infrastructures et de l'occupation des sols de la commune en 2018 (CLC).

### Risques naturels

#### Risques sismiques
L'ensemble du territoire de la commune de Saint-Privat est situé en zone de sismicité no 2 (sur une échelle de 5), comme la plupart des communes situées sur le plateau et la montagne ardéchoise.
| Type de zone | Niveau           | Définitions (bâtiment à risque normal) |
| ------------ | ---------------- | -------------------------------------- |
| Zone 2       | Sismicité faible | accélération = 1,1 m/s2                |

## Politique et administration

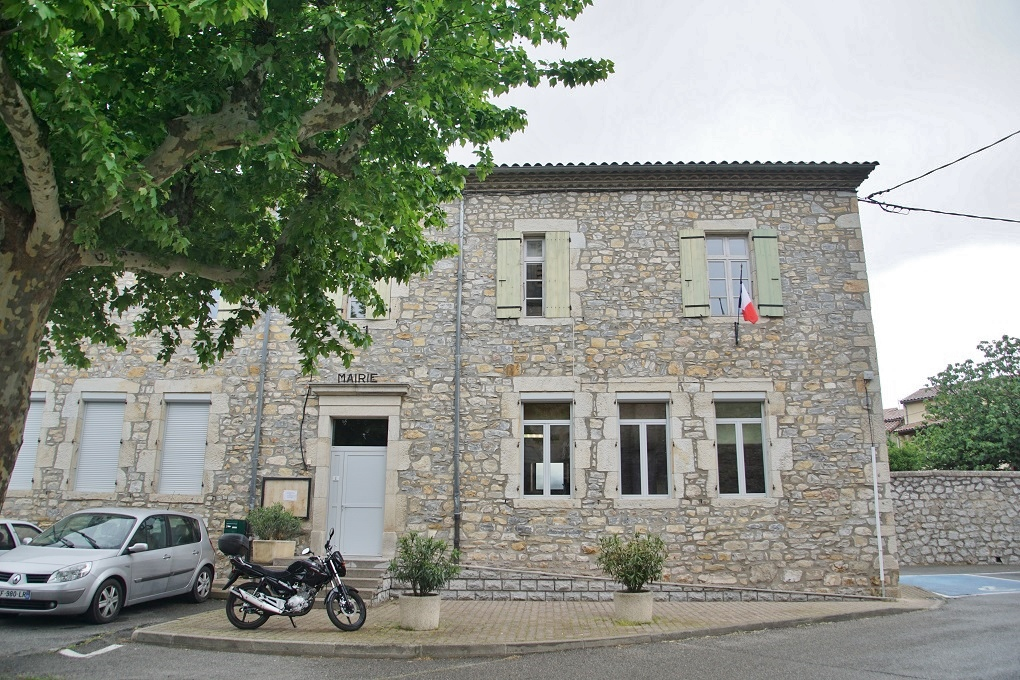
Mairie de Saint-Privat.

### Tendances politiques et résultats
Les tendances politiques de Saint-Privat se situent plutôt à gauche, avec des personnalités marquantes comme Jacky Pontal, maire PS puis conseiller général. En 1995, profitant de la vague bleue sur la France, Jean Méline fait basculer Saint-Privat à droite détrônant Jacky Pontal.
En 2001, Serge Reynier qui conduit la liste divers gauche devient maire. Il se représente en 2008 pour un second mandat face à Espic (DVD) et est réélu. Il est réélu une troisième fois en 2014 sans opposition.

### Liste des maires
| Période                                  | Période                     | Identité       | Étiquette    | Qualité                                                 |
| ---------------------------------------- | --------------------------- | -------------- | ------------ | ------------------------------------------------------- |
| Les données manquantes sont à compléter. |                             |                |              |                                                         |
|                                          | mars 1947                   | Louis Tourette | DVD          |                                                         |
| mars 1947                                | mars 1971                   | Paul Deluol    | UNR puis UDR |                                                         |
| mars 1971                                | 1978 (démission)            | Gaston Pontal  | PS           | Directeur administratif et financier Conseiller général |
| 1978                                     | juin 1995                   | Jacky Pontal   | PS           | Commerçant Conseiller général                           |
| juin 1995                                | mars 2001                   | Jean Méline    | DVD          |                                                         |
| mars 2001                                | En cours (au 24 avril 2014) | Serge Reynier  | DVG          | Directeur général                                       |

## Population et société

### Démographie
Les habitants sont appelés les Saint-Privadois et les Saint-Privadoises.
L'évolution du nombre d'habitants est connue à travers les recensements de la population effectués dans la commune depuis 1793. Pour les communes de moins de 10 000 habitants, une enquête de recensement portant sur toute la population est réalisée tous les cinq ans, les populations de référence des années intermédiaires étant quant à elles estimées par interpolation ou extrapolation. Pour la commune, le premier recensement exhaustif entrant dans le cadre du nouveau dispositif a été réalisé en 2005.

En 2022, la commune comptait 1 664 habitants, en évolution de −3,26 % par rapport à 2016 (Ardèche : +2,48 %, France hors Mayotte : +2,11 %).
| 1793 | 1800 | 1806 | 1821 | 1831 | 1836 | 1841 | 1846  | 1851  |
| ---- | ---- | ---- | ---- | ---- | ---- | ---- | ----- | ----- |
| 544  | 578  | 617  | 765  | 844  | 848  | 950  | 1 055 | 1 008 |

| 1856  | 1861 | 1866 | 1872 | 1876 | 1881  | 1886 | 1891 | 1896 |
| ----- | ---- | ---- | ---- | ---- | ----- | ---- | ---- | ---- |
| 1 015 | 951  | 930  | 971  | 949  | 1 004 | 947  | 936  | 923  |

| 1901 | 1906 | 1911 | 1921 | 1926 | 1931 | 1936 | 1946 | 1954 |
| ---- | ---- | ---- | ---- | ---- | ---- | ---- | ---- | ---- |
| 932  | 914  | 940  | 794  | 810  | 816  | 753  | 881  | 781  |

| 1962 | 1968 | 1975  | 1982  | 1990  | 1999  | 2005  | 2006  | 2010  |
| ---- | ---- | ----- | ----- | ----- | ----- | ----- | ----- | ----- |
| 819  | 922  | 1 018 | 1 129 | 1 359 | 1 427 | 1 518 | 1 540 | 1 597 |

| 2015  | 2020  | 2022  | - | - | - | - | - | - |
| ----- | ----- | ----- | - | - | - | - | - | - |
| 1 693 | 1 664 | 1 664 | - | - | - | - | - | - |

### Enseignement
La commune est rattachée à l'académie de Grenoble.

### Médias
La commune est située dans la zone de distribution de deux organes de la presse écrite :
- L'Hebdo de l'Ardèche

Il s'agit d'un journal hebdomadaire français basé à Valence et couvrant l'actualité de tout le département de l'Ardèche.
- Le Dauphiné libéré

Il s'agit d'un journal quotidien de la presse écrite française régionale distribué dans la plupart des départements de l'ancienne région Rhône-Alpes, notamment l'Ardèche. La commune est située dans la zone d'édition d'Aubenas.

### Cultes
La communauté catholique et l'église de Saint-Privas (propriété de la commune) sont rattachées à la paroisse de Saint Benoît d’Aubenas qui est, elle-même rattachée au diocèse de Viviers.

## Culture locale et patrimoine

### Lieux et monuments

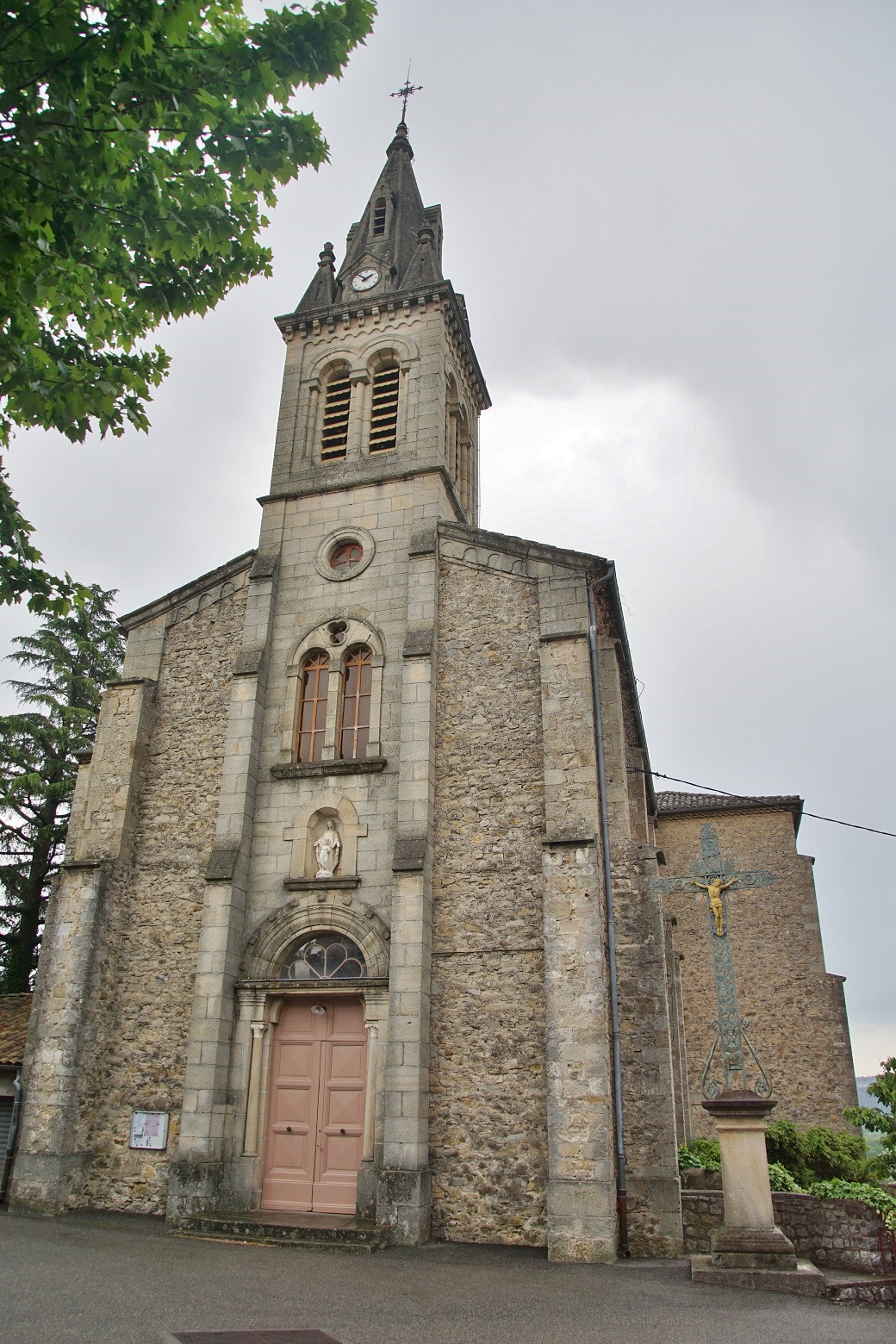
L'église de Saint-Privat.

- L'église paroissiale Saint-Privat. Elle est inscrite à l'Inventaire général du patrimoine culturel[24].
- Église de Saint-Privat.
- La plage, donnant sur l'Ardèche. Elle se situe derrière la maison de retraite « Le Charnivet ».
- Le pont vieux, se situe en face du pont neuf qui fait circuler les véhicules devant la place.
- La place, incontournable avec son bar, ses boulangeries et autres magasins de proximité.
- « La cheminée », digue du luol.
- « Les escaliers », lieu de baignade qui donne sur l'Ardèche.

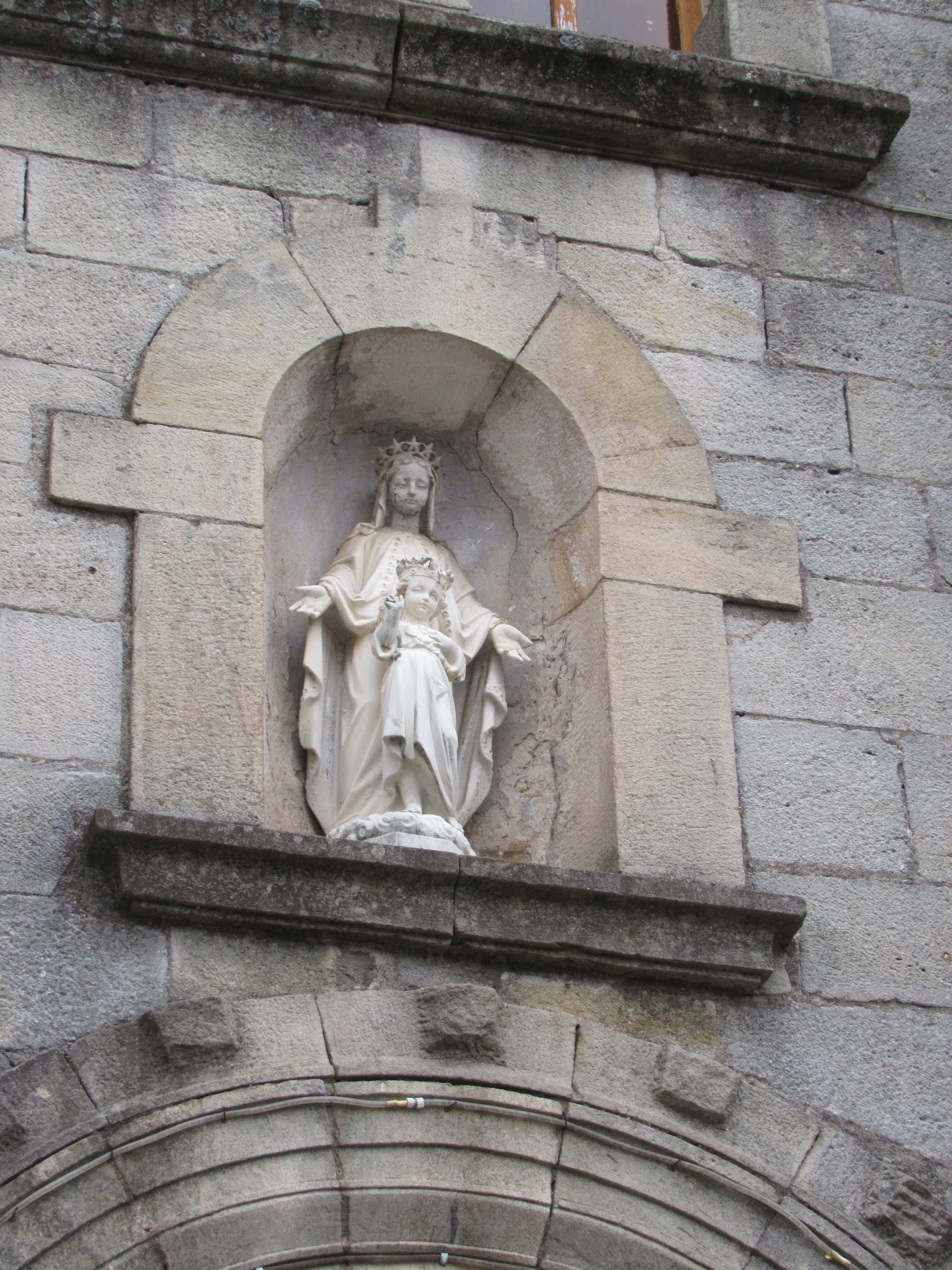
La Vierge de l'église de Saint-Privat.
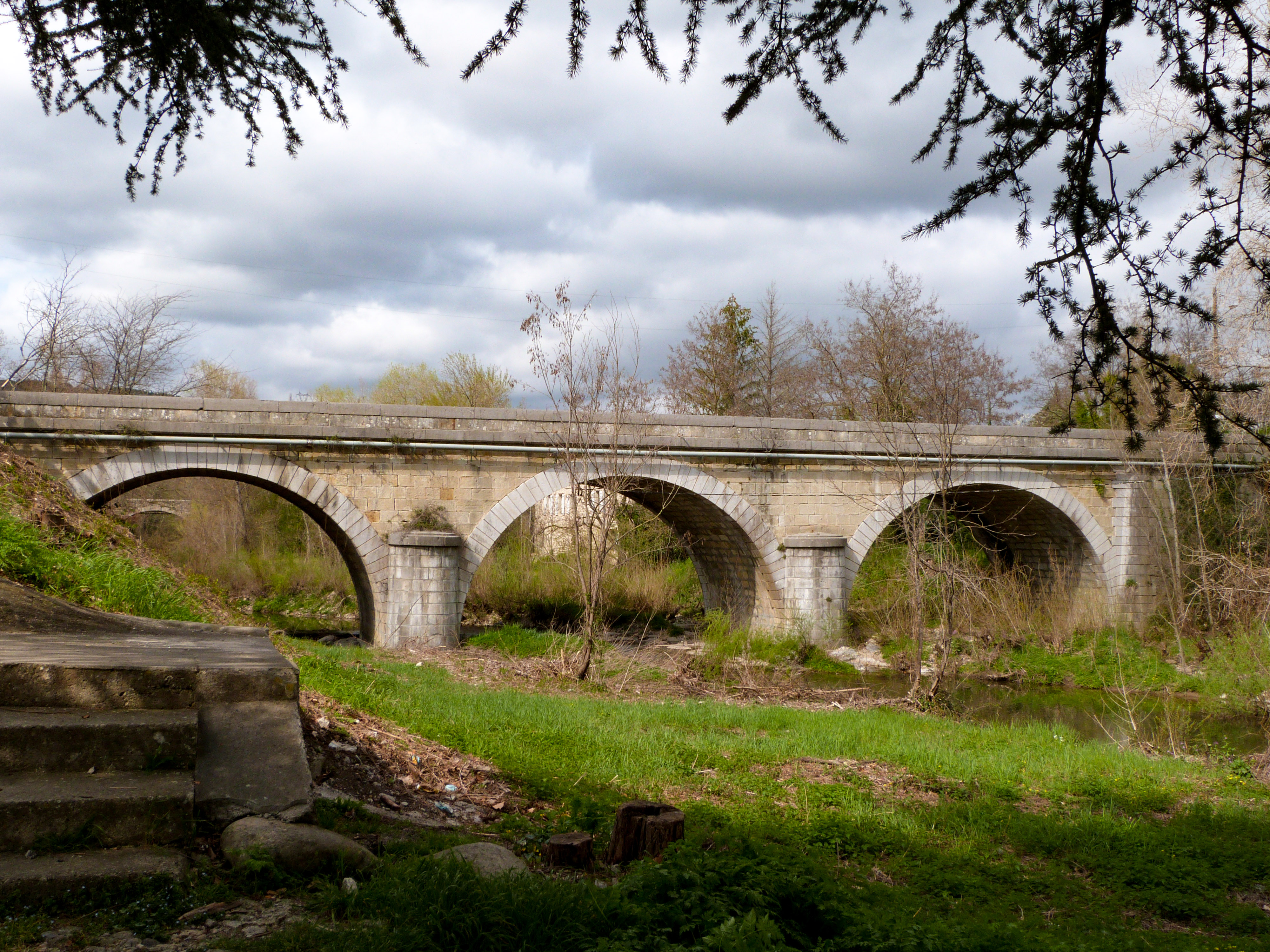
Le pont neuf, sur le Luol en 2023.
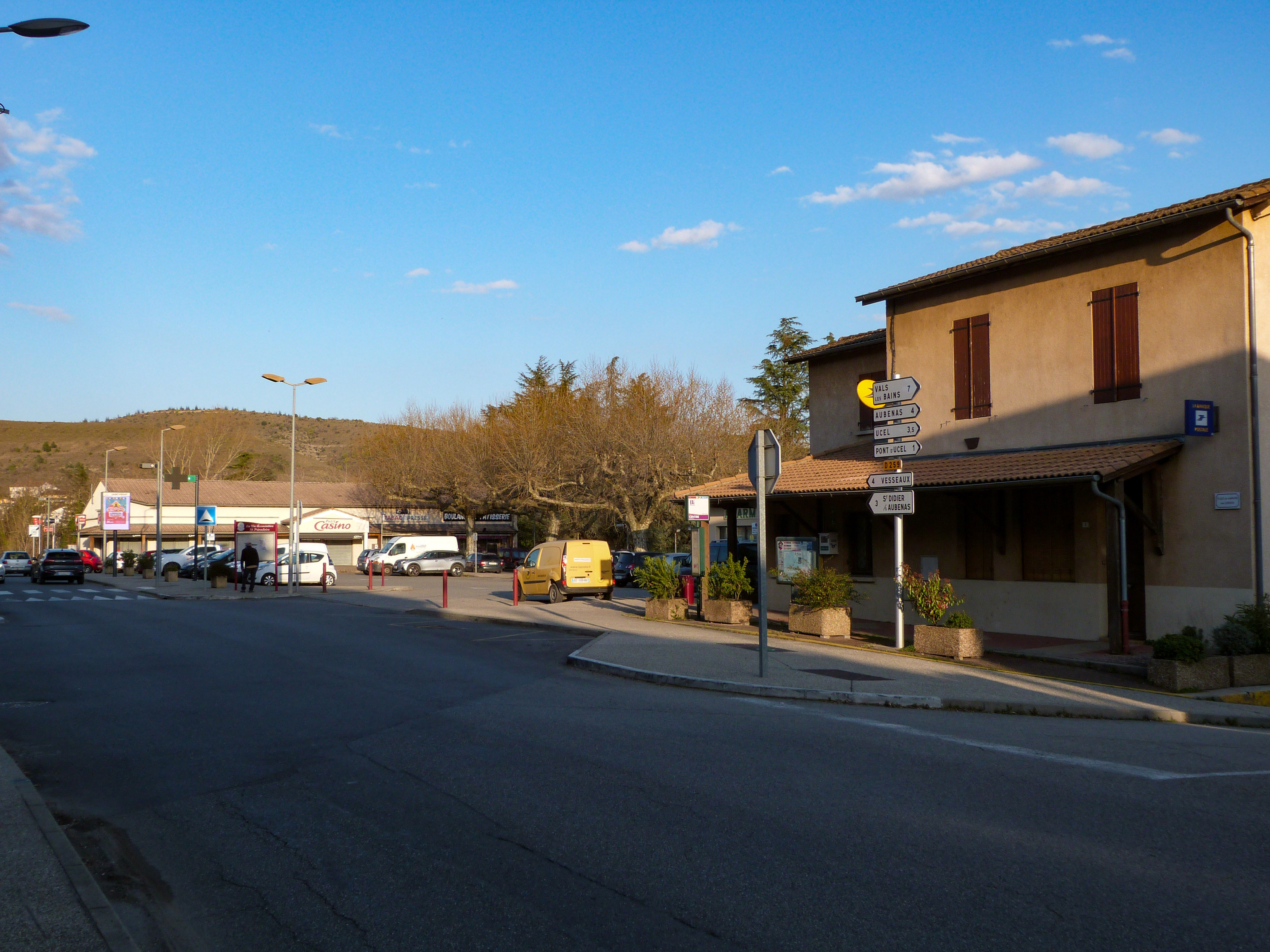
La place du village en 2023.

### Héraldique
|  | Saint-Privat (Ardèche) possède des armoiries dont l'origine et le blasonnement exact ne sont pas disponibles. |